# رنر (فیلم)
رنر (به انگلیسی: Renner) یک فیلم علمی تخیلی و دلهره‌آور آمریکایی به کارگردانی رابرت ریپبرگر، نویسندگی لوک مدینا و مارتین مدینا است. در این فیلم فرانکی میونیز، ویولت بین، تیلور گری و مارسیا گی هاردن ایفای نقش می‌کنند. این فیلم قرار است در تاریخ ۵ فوریه ۲۰۲۵ در سینماهای به صورت محدود اکران شود.

## خلاصه داستان
رنر سعی می‌کند با کمک یک مربی زندگی هوش مصنوعی که به نام سالنوس ساخته شده است، همسایه خود جیمی را جذب کند.

## ساخت
فیلمبرداری در اسپرینگ هووپ، کارولینای شمالی در استودیو آسنت در اوایل ژوئن ۲۰۲۳ آغاز شد.